# 宮城谷昌光
宮城谷昌光（日语：／ Miyagitani Masamitsu，1945年2月4日—）是日本的小說家。本名宮城谷誠一，是一位日本小说家。

## 生平
生於愛知縣蒲郡市。早稲田大學第一文學部英文科畢業。曾受教於立原正秋。早期寫戀愛小說，後來興趣慢慢移至歷史小說方面，勤讀史記等漢文典籍，受到白川靜教授的影響，甚至開始獨自研究甲骨文、金文等相關知識。作品多以中國歷史為主題，近年來也曾嘗試日本戰國時代的題材。

## 荣誉
曾獲得直木賞、菊池寬賞等獎項。

## 著作
包括《重耳》、《孟嘗君》、《天空之舟・伊尹傳》等。